# Appetite for Destruction Tour
Appetite for Destruction Tour fue una gira de conciertos de la banda Guns N' Roses para promover su álbum de debut Appetite for Destruction. En la mayor parte de la gira, Guns N' Roses, fue abriendo conciertos de bandas como The Cult, Iron Maiden, y Aerosmith.
La banda viajó principalmente a través de Estados Unidos, pero en la primavera de 1988, fueron invitados al festival Monsters of Rock en Castle Donington, en Inglaterra, donde compartieron cartel con grupos como Kiss y Iron Maiden.

## Datos de Tour
| 14 de agosto de 1987     | Halifax, Nueva Escocia                     | Canadá              | Halifax Metro Centre                      | Primer show abriendo para The Cult                                  |
| 15 de agosto de 1987     | Moncton, Nueva Brunswick                   | Canadá              | Moncton Coliseum                          |                                                                     |
| 17 de agosto de 1987     | Montreal, Quebec                           | Canadá              | Verdun Auditorium                         |                                                                     |
| 18 de agosto de 1987     | Kitchener, Ontario                         | Canadá              | Super Skate 7                             |                                                                     |
| 19 de agosto de 1987     | Toronto, Ontario                           | Canadá              | CNE Grandstand                            |                                                                     |
| 21 de agosto de 1987     | Detroit, Míchigan                          | Estados Unidos      | State Theatre                             |                                                                     |
| 22 de agosto de 1987     | Chicago, Illinois                          | Estados Unidos      | Aragon Ballroom                           | Posiblemente Cancelado                                              |
| 24 de agosto de 1987     | Winnipeg, Manitoba                         | Canadá              | Winnipeg Arena                            |                                                                     |
| 26 de agosto de 1987     | Edmonton, Alberta                          | Canadá              | Edmonton Convention Centre                |                                                                     |
| 27 de agosto de 1987     | Calgary, Alberta                           | Canadá              | Max Bell Arena                            |                                                                     |
| 29 de agosto de 1987     | Vancouver, Columbia Británica              | Canadá              | Coliseum Theatre Stage                    |                                                                     |
| 30 de agosto de 1987     | Seattle, Washington                        | Estados Unidos      | Paramount Theatre                         |                                                                     |
| 2 de septiembre de 1987  | San Francisco (California)                 | Estados Unidos      | Warfield Theatre                          |                                                                     |
| 3 de septiembre de 1987  | Santa Cruz, California                     | Estados Unidos      | Santa Cruz Civic Auditorium               |                                                                     |
| 4 de septiembre de 1987  | San Diego, California                      | Estados Unidos      | Open Air Theatre                          |                                                                     |
| 5 de septiembre de 1987  | Long Beach, California                     | Estados Unidos      | Long Beach Arena                          |                                                                     |
| 12 de septiembre de 1987 | Austin, Texas                              | Estados Unidos      | Palmer Auditorium                         |                                                                     |
| 13 de septiembre de 1987 | Dallas, Texas                              | Estados Unidos      | Bronco Bowl Auditorium                    |                                                                     |
| 16 de septiembre de 1987 | Houston, Texas                             | Estados Unidos      | Houston Music Hall                        |                                                                     |
| 17 de septiembre de 1987 | Nueva Orleans, Luisiana                    | Estados Unidos      | Saenger Theatre                           | Último show abriendo para The Cult                                  |
| Europa                   |                                            |                     |                                           |                                                                     |
| 29 de septiembre de 1987 | Hamburgo                                   | Alemania Occidental | Markthalle                                |                                                                     |
| 30 de septiembre de 1987 | Düsseldorf                                 | Alemania Occidental | Tor 3                                     |                                                                     |
| 2 de octubre de 1987     | Ámsterdam                                  | Holanda             | Paradiso                                  |                                                                     |
| 4 de octubre de 1987     | Newcastle                                  | Inglaterra          | Newcastle City Hall                       |                                                                     |
| 5 de octubre de 1987     | Nottingham                                 | Inglaterra          | Rock City                                 |                                                                     |
| 6 de octubre de 1987     | Mánchester                                 | Inglaterra          | Manchester Apollo                         |                                                                     |
| 7 de octubre de 1987     | Bristol                                    | Inglaterra          | Colston Hall                              |                                                                     |
| 8 de octubre de 1987     | Londres                                    | Inglaterra          | Hammersmith Odeon                         |                                                                     |
| Norteamérica             |                                            |                     |                                           |                                                                     |
| 16 de octubre de 1987    | Bay Shore, Nueva York                      | Estados Unidos      | The Sundance                              |                                                                     |
| 17 de octubre de 1987    | Allentown (Pensilvania)                    | Estados Unidos      | Airport Music Hall                        |                                                                     |
| 18 de octubre de 1987    | Baltimore, Maryland                        | Estados Unidos      |                                           |                                                                     |
| 20 de octubre de 1987    | Filadelfia, Pensilvania                    | Estados Unidos      | Trocadero                                 |                                                                     |
| 21 de octubre de 1987    | Albany, Nueva York                         | Estados Unidos      |                                           |                                                                     |
| 22 de octubre de 1987    | Randolph (Nueva Jersey)                    | Estados Unidos      | Obsessions                                | Posiblemente cancelado                                              |
| 23 de octubre de 1987    | Nueva York                                 | Estados Unidos      | The Ritz                                  |                                                                     |
| 25 de octubre de 1987    | Poughkeepsie (Nueva York)                  | Estados Unidos      | The Chance                                |                                                                     |
| 26 de octubre de 1987    | Providence, Rhode Island                   | Estados Unidos      |                                           |                                                                     |
| 27 de octubre de 1987    | Boston, Massachusetts                      | Estados Unidos      | The Paradise                              |                                                                     |
| 29 de octubre de 1987    | Nueva York                                 | Estados Unidos      | L'amour                                   |                                                                     |
| 30 de octubre de 1987    | Nueva York                                 | Estados Unidos      | CBGB                                      | Show Acústico                                                       |
| 31 de octubre de 1987    | Syracuse (Nueva York)                      | Estados Unidos      | The Horizon                               |                                                                     |
| 1 de noviembre de 1987   | Washington D. C.                           | Estados Unidos      | The Bayou                                 |                                                                     |
| 3 de noviembre de 1987   | Mobile, Alabama                            | Estados Unidos      | Mobile Municipal Auditorium               | Primer show abriendo para Mötley Crüe                               |
| 4 de noviembre de 1987   | Albany (Georgia)                           | Estados Unidos      | Albany Civic Center                       |                                                                     |
| 6 de noviembre de 1987   | Lafayette (Luisiana)                       | Estados Unidos      | Cajundome                                 |                                                                     |
| 7 de noviembre de 1987   | Nueva Orleans, Luisiana                    | Estados Unidos      | Lakefront Arena                           |                                                                     |
| 8 de noviembre de 1987   | Jackson, Misisipi                          | Estados Unidos      | Misisipi Coliseum                         |                                                                     |
| 10 de noviembre de 1987  | Huntsville, Alabama                        | Estados Unidos      | Von Braun Civic Center                    |                                                                     |
| 11 de noviembre de 1987  | Birmingham, Alabama                        | Estados Unidos      | BJCC Coliseum                             |                                                                     |
| 13 de noviembre de 1987  | Savannah, Georgia                          | Estados Unidos      | Savannah Civic Center                     |                                                                     |
| 14 de noviembre de 1987  | Columbia, South Carolina                   | Estados Unidos      | Carolina Coliseum                         |                                                                     |
| 15 de noviembre de 1987  | Greensboro, North Carolina                 | Estados Unidos      | Greensboro Coliseum                       |                                                                     |
| 17 de noviembre de 1987  | Knoxville, Tennessee                       | Estados Unidos      | Knoxville Civic Auditorium and Coliseum   |                                                                     |
| 18 de noviembre de 1987  | Birmingham, Alabama                        | Estados Unidos      | BJCC Coliseum                             |                                                                     |
| 20 de noviembre de 1987  | Atlanta, Georgia                           | Estados Unidos      | The Omni                                  |                                                                     |
| 21 de noviembre de 1987  | Chattanooga, Tennessee                     | Estados Unidos      | UTC Arena                                 |                                                                     |
| 22 de noviembre de 1987  | Atlanta, Georgia                           | Estados Unidos      | The Omni                                  |                                                                     |
| 24 de noviembre de 1987  | Lakeland (Florida)                         | Estados Unidos      | Lakeland Civic Center                     |                                                                     |
| 25 de noviembre de 1987  | Lakeland (Florida)                         | Estados Unidos      | Lakeland Civic Center                     |                                                                     |
| 26 de noviembre de 1987  | Jacksonville, Florida                      | Estados Unidos      |                                           |                                                                     |
| 27 de noviembre de 1987  | North Fort Myers, Florida                  | Estados Unidos      | Lee County Civic Center                   |                                                                     |
| 29 de noviembre de 1987  | Pembroke Pines, Florida                    | Estados Unidos      | Hollywood Sportatorium                    | Último show abriendo para Mötley Crüe                               |
| 4 de diciembre de 1987   | Dallas, Texas                              | Estados Unidos      | Fair Park Coliseum                        | Primer show abriendo para Alice Cooper                              |
| 5 de diciembre de 1987   | Houston, Texas                             | Estados Unidos      |                                           |                                                                     |
| 7 de diciembre de 1987   | San Antonio, Texas                         | Estados Unidos      |                                           |                                                                     |
| 8 de diciembre de 1987   | Midland (Texas)                            | Estados Unidos      |                                           |                                                                     |
| 9 de diciembre de 1987   | McAllen (Texas)                            | Estados Unidos      | Villa Real Convention Center              |                                                                     |
| 12 de diciembre de 1987  | Louisville, Kentucky                       | Estados Unidos      | Louisville Gardens                        |                                                                     |
| 17 de diciembre de 1987  | Saint Paul, Minnesota                      | Estados Unidos      | Roy Wilkins Auditorium                    |                                                                     |
| 18 de diciembre de 1987  | Chicago, Illinois                          | Estados Unidos      | UIC Pavilion                              | primer show con Fred Coury de Cinderella en batería                 |
| 19 de diciembre de 1987  | Madison, Wisconsin                         | Estados Unidos      | Dane County Coliseum                      | Último show abriendo para Alice Cooper                              |
| 26 de diciembre de 1987  | Pasadena, California                       | Estados Unidos      | Perkins Palace                            |                                                                     |
| 27 de diciembre de 1987  | Pasadena, California                       | Estados Unidos      | Perkins Palace                            |                                                                     |
| 28 de diciembre de 1987  | Pasadena, California                       | Estados Unidos      | Perkins Palace                            |                                                                     |
| 30 de diciembre de 1987  | Pasadena, California                       | Estados Unidos      | Perkins Palace                            |                                                                     |
| 31 de diciembre de 1987  | Los Ángeles, California                    | Estados Unidos      | The Glamour                               |                                                                     |
| 6 de enero de 1988       | Santa Mónica (California)                  | Estados Unidos      | Santa Monica Civic Auditorium             | abriendo para Great White; Último show con Fred Coury en la batería |
| 21 de enero de 1988      | Los Ángeles, California                    | Estados Unidos      | The Cathouse                              | participación de Vince Neil de Mötley Crüe                          |
| 31 de enero de 1988      | Nueva York                                 | Estados Unidos      | The Limelight                             | Parcialmete acústico                                                |
| 2 de febrero de 1988     | Nueva York                                 | Estados Unidos      | The Ritz                                  | Especial para MTV                                                   |
| 4 de febrero de 1988     | Sacramento, California                     | Estados Unidos      | Crest Theatre                             |                                                                     |
| 5 de febrero de 1988     | San Francisco, California                  | Estados Unidos      | Warfield Theatre                          |                                                                     |
| Febrero X, 1988          | Fresno, California                         | Estados Unidos      | The Warfield                              | fecha ecacta desconocida                                            |
| 8 de febrero de 1988     | San Diego, California                      | Estados Unidos      | Montezuma Hall                            |                                                                     |
| 9 de febrero de 1988     | Anaheim, California                        | Estados Unidos      | Celebrity Theatre                         |                                                                     |
| 10 de febrero de 1988    | Anaheim, California                        | Estados Unidos      | Celebrity Theatre                         |                                                                     |
| 12 de febrero de 1988    | Phoenix, Arizona                           | Estados Unidos      | Celebrity Theatre                         |                                                                     |
| 13 de febrero de 1988    | Phoenix, Arizona                           | Estados Unidos      | Celebrity Theatre                         | Posiblemente cancelado                                              |
| 26 de abril de 1988      | Burlington (Iowa)                          | Estados Unidos      | Memorial Auditorium                       |                                                                     |
| Ablil 28, 1988           | Oshkosh (Wisconsin)                        | Estados Unidos      | Oshkosh Center                            |                                                                     |
| 29 de abril de 1988      | Rockford, Illinois                         | Estados Unidos      | Coronado Theatre                          |                                                                     |
| 30 de abril de 1988      | Danville (Illinois)                        | Estados Unidos      | Danville Civic Center                     |                                                                     |
| 1 de mayo de 1988        | Toledo, Ohio                               | Estados Unidos      | Toledo Sports Arena                       |                                                                     |
| 3 de mayo de 1988        | Grand Rapids, Míchigan                     | Estados Unidos      | DeVos Hall                                |                                                                     |
| 5 de mayo de 1988        | Cleveland, Ohio                            | Estados Unidos      | Music Hall                                |                                                                     |
| 6 de mayo de 1988        | Saginaw (Míchigan)                         | Estados Unidos      | Saginaw Civic Center                      |                                                                     |
| 7 de mayo de 1988        | Detroit, Míchigan                          | Estados Unidos      | State Theatre                             |                                                                     |
| 9 de mayo de 1988        | Nueva York                                 | Estados Unidos      | Felt Forum                                |                                                                     |
| 10 de mayo de 1988       | Upper Darby (Pensilvania)                  | Estados Unidos      | Tower Theater                             |                                                                     |
| 11 de mayo de 1988       | Boston, Massachusetts                      | Estados Unidos      | Orpheum Theatre                           |                                                                     |
| 13 de mayo de 1988       | Moncton, Nueva Brunswick                   | Canadá              | Moncton Coliseum                          | Primer show abriendo para Iron Maiden                               |
| 14 de mayo de 1988       | Halifax, Nueva Escocia                     | Canadá              | Halifax Metro Centre                      |                                                                     |
| 16 de mayo de 1988       | Quebec, provincia de Quebec                | Canadá              | Quebec Coliseum                           |                                                                     |
| 17 de mayo de 1988       | Montreal, Quebec                           | Canadá              | Montreal Forum                            |                                                                     |
| 18 de mayo de 1988       | Ottawa, Ontario                            | Canadá              | Ottawa Civic Centre                       |                                                                     |
| 20 de mayo de 1988       | Toronto, Ontario                           | Canadá              | CNE Grandstand                            |                                                                     |
| 23 de mayo de 1988       | Winnipeg, Manitoba                         | Canadá              | Winnipeg Arena                            |                                                                     |
| 25 de mayo de 1988       | Edmonton, Alberta                          | Canadá              | Northlands Arena                          |                                                                     |
| 27 de mayo de 1988       | Calgary, Alberta                           | Canadá              | Olympic Saddledome                        | con Kid "Haggis" Chaosde The Cult en el bajo                        |
| 30 de mayo de 1988       | Vancouver, Columbia Británica              | Canadá              | PNE Coliseum                              |                                                                     |
| 30 de mayo de 1988       | Vancouver, Columbia Británica              | Canadá              | PNE Coliseum                              |                                                                     |
| 31 de mayo de 1988       | Spokane, Washington                        | United States       | Spokane Coliseum                          |                                                                     |
| 1 de junio de 1988       | Seattle, Washington                        | United States       | Seattle Center Coliseum                   |                                                                     |
| 3 de junio de 1988       | Salt Lake City, Utah                       | United States       | Salt Palace                               |                                                                     |
| 5 de junio de 1988       | Mountain View, California                  | United States       | Shoreline Amphitheatre                    |                                                                     |
| 6 de junio de 1988       | Sacramento, California                     | United States       | California Exhibition Center              |                                                                     |
| 9 de junio de 1988       | Irvine, California                         | United States       | Irvine Meadows Amphitheatre               | Último show abriendo para Iron Maiden; Duff McKagan en las voces    |
| 9 de julio de 1988       | Phoenix, Arizona                           | United States       | Celebrity Theatre                         |                                                                     |
| 10 de julio de 1988      | Phoenix, Arizona                           | United States       | Celebrity Theatre                         |                                                                     |
| 17 de julio de 1988      | Hoffman Estates, Illinois                  | United States       | Poplar Creek Music Theater                | Primer show abriendo para Aerosmith                                 |
| 19 de julio de 1988      | Richfield (Ohio)                           | United States       | Richfield Coliseum                        |                                                                     |
| 20 de julio de 1988      | Wheeling (Virginia Occidental)             | United States       | Wheeling Civic Center                     |                                                                     |
| 22 de julio de 1988      | Cape Girardeau, Misuri                     | United States       | Show Me Center                            |                                                                     |
| 24 de julio de 1988      | Dallas, Texas                              | United States       | Starplex Amphitheatre                     |                                                                     |
| 26 de julio de 1988      | Bonner Springs (Kansas)                    | United States       | Sandstone Amphitheater                    |                                                                     |
| 27 de julio de 1988      | Ames (Iowa)                                | United States       | Hilton Coliseum                           |                                                                     |
| 29 de julio de 1988      | East Troy (Wisconsin)                      | United States       | Alpine Valley Music Theatre               |                                                                     |
| 30 de julio de 1988      | Mears (Míchigan)                           | United States       | Val Du Lakes Amphitheatre                 |                                                                     |
| 1 de agosto de 1988      | Cincinnati, Ohio                           | United States       | Riverbend Music Center                    |                                                                     |
| 2 de agosto de 1988      | Indianápolis, Indiana                      | United States       | Market Square Arena                       |                                                                     |
| 4 de agosto de 1988      | Filadelfia, Pensilvania                    | United States       | Spectrum                                  |                                                                     |
| 5 de agosto de 1988      | Filadelfia, Pensilvania                    | United States       | Spectrum                                  |                                                                     |
| 6 de agosto de 1988      | Saratoga Springs (Nueva York)              | United States       | Performing Arts Center                    |                                                                     |
| 7 de agosto de 1988      | Middletown (condado de Orange, Nueva York) | United States       | Orange County Fairgrounds                 |                                                                     |
| Agostot 9, 1988          | Weedsport (Nueva York)                     | United States       | Cayuga County Fairgrounds                 |                                                                     |
| 11 de agosto de 1988     | Village of Clarkston, Míchigan             | United States       | Pine Knob Music Theatre                   |                                                                     |
| 12 de agosto de 1988     | Village of Clarkston, Míchigan             | United States       | Pine Knob Music Theatre                   |                                                                     |
| 13 de agosto de 1988     | Village of Clarkston, Míchigan             | United States       | Pine Knob Music Theatre                   |                                                                     |
| 16 de agosto de 1988     | East Rutherford, Nueva Jersey              | United States       | Giants Stadium                            |                                                                     |
| 16 de agosto de 1988     | East Rutherford, Nueva Jersey              | United States       | Giants Stadium                            | Filmación del video de "Paradise City"                              |
| 17 de agosto de 1988     | Columbia (Maryland)                        | United States       | Merriweather Post Pavilion                |                                                                     |
| Europa                   |                                            |                     |                                           |                                                                     |
| 20 de agosto de 1988     | Castle Donington                           | Inglaterra          | Donington Park                            | Monsters of Rock                                                    |
| Norteamérica             |                                            |                     |                                           |                                                                     |
| 24 de agosto de 1988     | Mansfield, Massachusetts                   | Estados Unidos      | Great Woods                               | Tour con Aerosmith resumes                                          |
| 25 de agosto de 1988     | Mansfield, Massachusetts                   | Estados Unidos      | Great Woods                               |                                                                     |
| 26 de agosto de 1988     | Mansfield, Massachusetts                   | Estados Unidos      | Great Woods                               |                                                                     |
| 28 de agosto de 1988     | Newark (Ohio)                              | Estados Unidos      | Buckeye Lake Music Center                 |                                                                     |
| 30 de agosto de 1988     | Wilkes-Barre (Pensilvania)                 | Estados Unidos      | Mohegan Sun at Pocono Downs               |                                                                     |
| 30 de agosto de 1988     | Pittsburgh, Pensilvania                    | Estados Unidos      | Civic Arena                               |                                                                     |
| 2 de septiembre de 1988  | Antioch (Tennessee)                        | Estados Unidos      | Starwood Amphitheatre                     |                                                                     |
| 3 de septiembre de 1988  | San Luis (Misuri)                          | Estados Unidos      | St. Louis Arena                           |                                                                     |
| 8 de septiembre de 1988  | Concord, California                        | Estados Unidos      | Concord Pavilion                          |                                                                     |
| 10 de septiembre de 1988 | Mountain View, California                  | Estados Unidos      | Shoreline Amphitheatre                    |                                                                     |
| 12 de septiembre de 1988 | Chandler, Arizona                          | Estados Unidos      | Compton Terrace                           |                                                                     |
| 14 de septiembre de 1988 | Costa Mesa, California                     | Estados Unidos      | Pacific Amphitheatre                      |                                                                     |
| 15 de septiembre de 1988 | Costa Mesa, California                     | Estados Unidos      | Pacific Amphitheatre                      | Último show abriendo para Aerosmith                                 |
| 17 de septiembre de 1988 | Irving, Texas                              | Estados Unidos      | Texas Stadium                             | abriendo para INXS                                                  |
| Asia                     |                                            |                     |                                           |                                                                     |
| 4 de diciembre de 1988   | Tokio                                      | Japón               | NHK Hall                                  |                                                                     |
| 5 de diciembre de 1988   | Osaka                                      | Japón               | Festival Hall                             |                                                                     |
| 7 de diciembre de 1988   | Tokio                                      | Japón               | Nakano Sun Plaza                          |                                                                     |
| 9 de diciembre de 1988   | Tokio                                      | Japón               | NHK Hall                                  |                                                                     |
| 10 de diciembre de 1988  | Tokio                                      | Japón               | Nippon Budokan                            |                                                                     |
| Australia                |                                            |                     |                                           |                                                                     |
| 14 de diciembre de 1988  | Melbourne                                  | Australia           | Melbourne Sports and Entertainment Centre |                                                                     |
| 15 de diciembre de 1988  | Melbourne                                  | Australia           | Melbourne Sports and Entertainment Centre |                                                                     |
| 17 de diciembre de 1988  | Sídney                                     | Australia           | Sydney Entertainment Centre               |                                                                     |
| 19 de diciembre de 1988  | Auckland                                   | Nueva Zelanda       | Mount Smart Stadium                       |                                                                     |

- Datos: Q386366